# Tomás Mantia
Tomás Mantia (Buenos Aires, Argentina; 2 de febrero de 1993) es un futbolista argentino. Juega como defensor central izquierdo o lateral izquierdo y su equipo actual es Kimberley del Torneo Federal A.

## Trayectoria

### Infancia e inferiores
Se formó en las inferiores de Rosario Central donde llegó a jugar en la reserva y fue campeón en varias categorías, siendo goleador y capitán.

### Torneo Federal A
Debutó en el futbol profesional en Tiro Federal de Rosario y luego pasó a Defensores de Belgrano de Villa Ramallo donde estuvo cerca de lograr el ascenso a la Primera B Nacional en dos oportunidades.
En 2015, jugó una temporada en Pontelambrense, en Italia.
En el 2017 pasó a Alvarado de Mar del Plata donde tuvo un muy buen certamen, en el cual comenzó siendo titular, luego alternó y finalmente terminó siendo inamovible debido a un alto nivel futbolístico en el conjunto que dirigió Mauricio Giganti.

### Primera B Nacional
Luego de dos temporadas de haber logrado el ascenso a Primera B Nacional con Alvarado pasó a Flandria para disputar el Campeonato de Primera Nacional 2022. Al año siguiente quedó libre del conjunto de Jáuregui y firmó en All Boys para afrontar el Campeonato de Primera Nacional 2023.

## Clubes
Actualizado al 4 de agosto de 2023
| Equipo                                  | Div.                | Temporada           | Liga     | Liga  | Copa Nacional(1) | Copa Nacional(1) | Copa Internacional | Copa Internacional | Total    | Total |
| Equipo                                  | Div.                | Temporada           | Partidos | Goles | Partidos         | Goles            | Partidos           | Goles              | Partidos | Goles |
| Tiro Federal Argentina                  | 3.ª                 | 2014                | 9        | 0     | 1                | 0                | -                  | -                  | 10       | 1     |
| Tiro Federal Argentina                  | Total               | Total               | 9        | 0     | 1                | 0                | -                  | -                  | 10       | 1     |
| Defensores (VR) Argentina               | 3.ª                 | 2015                | 18       | 1     | -                | -                | -                  | -                  | 18       | 1     |
| Defensores (VR) Argentina               | 3.ª                 | 2016                | 15       | 2     | 3                | 2                | -                  | -                  | 18       | 4     |
| Defensores (VR) Argentina               | 3.ª                 | 2016-17             | 19       | 2     | -                | -                | -                  | -                  | 19       | 2     |
| Defensores (VR) Argentina               | Total               | Total               | 52       | 5     | 3                | 2                | -                  | -                  | 55       | 7     |
| Alvarado Argentina                      | 3.ª                 | 2017-18             | 16       | 2     | -                | -                | -                  | -                  | 16       | 2     |
| Alvarado Argentina                      | 3.ª                 | 2018-19             | 14       | 1     | 2                | 0                | -                  | -                  | 16       | 1     |
| Alvarado Argentina                      | 2.ª                 | 2019-20             | 1        | 0     | 2                | 0                | -                  | -                  | 3        | 0     |
| Alvarado Argentina                      | 2.ª                 | 2020                | 2        | 0     | 1                | 0                | -                  | -                  | 3        | 0     |
| Alvarado Argentina                      | 2.ª                 | 2021                | 8        | 0     | -                | -                | -                  | -                  | 8        | 0     |
| Alvarado Argentina                      | Total               | Total               | 41       | 3     | 5                | 0                | -                  | -                  | 46       | 3     |
| Flandria Argentina                      | 2.ª                 | 2022                | 29       | 1     | 2                | 0                | -                  | -                  | 31       | 1     |
| Flandria Argentina                      | Total               | Total               | 29       | 1     | 2                | 0                | -                  | -                  | 31       | 1     |
| All Boys Argentina                      | 2.ª                 | 2023                | 12       | 0     | -                | -                | -                  | -                  | 12       | 0     |
| All Boys Argentina                      | Total               | Total               | 12       | 0     | -                | -                | -                  | -                  | 12       | 0     |
| Total en su carrera                     | Total en su carrera | Total en su carrera | 143      | 9     | 11               | 2                | -                  | -                  | 154      | 11    |
| (1) Incluye datos de la Copa Argentina. |                     |                     |          |       |                  |                  |                    |                    |          |       |

## Vida privada
Mantuvo una relación amorosa con la reconocida periodista deportiva Morena Beltrán.